# Asiel Mateo
Asiel Mateo del Cerro (Navalvillar de Ibor, provincia de Cáceres, España, 8 de noviembre de 1990) es un futbolista español. Actualmente juega en el CD Coria, de la Segunda Federación como defensa-central.

## Trayectoria
Ha pasado por clubes como el Moralo CP, el CD Coria, el Arroyo CP, el CP Cacereño y el Atlético Astorga.
El 13 de julio de 2018, llega libre al Zamora Club de Fútbol firmando por 1 temporada.

## Clubes
| Club             | País   | Año       |
| ---------------- | ------ | --------- |
| Moralo CP        | España | 2009-2013 |
| CD Coria         | España | 2013-2014 |
| Moralo CP        | España | 2014-2015 |
| CD Coria         | España | 2015-2016 |
| Arroyo CP        | España | 2016      |
| CP Cacereño      | España | 2016-2017 |
| Atlético Astorga | España | 2017-2018 |
| Zamora CF        | España | 2018-2022 |
| CD Coria         | España | 2022-Act. |